# АЕС Цзіньцімень
Атомна електростанція Цзіньцімень — атомна електростанція, яка будується в місті Фаньао, Сяншань, Нінбо, провінція Чжецзян на сході Китаю. Планується розмістити 6 реакторів Хуалун 1 з водою під тиском.
Дочірня компанія КНЯК CNNC Zhejiang Energy Co Ltd відповідатиме за будівництво станції.
Очікується, що станція вироблятиме 55 терават-годин електроенергії на рік.

## Історія
Будівництво станції було дозволене урядом Китаю в грудні 2023 року, а підготовка майданчика почалася в лютому 2024 року.

## Інформація про реактори
| Блок          | Тип      | Чиста потужність | Загальна потужність | Початок будівництва | Комерційна експлуатація | Зауваження |
| ------------- | -------- | ---------------- | ------------------- | ------------------- | ----------------------- | ---------- |
| Черга I       |          |                  |                     |                     |                         |            |
| Цзіньцімень 1 | Хуалун 1 | 1126 МВт         | 1212 МВт            |                     |                         |            |
| Цзіньцімень 2 | Хуалун 1 | 1126 МВт         | 1212 МВт            |                     |                         |            |